# Ca l'Espinet
Ca l'Espinet és una casa d'Amer (Selva) inclosa a l'Inventari del Patrimoni Arquitectònic de Catalunya.

## Descripció
Immoble de quatre plantes, entre mitgeres, amb coberta plana i aterressada. Està ubicat al costat dret de la Plaça de la Vila.
La façana principal, que dona a la Plaça de la Vila, reprodueix el fals encoixinat imitant els carreus de pedra regulars i té una sola crugia. La planta baixa, sector on trobem emplaçat la floristeria, consta d'un gran arc de mig, en el qual s'observa una relació equitativa i equilibrada entre en la llum i la sageta.
El primer, segon i tercer pis han estat resolts partint del mateix esquema formal, que consisteix en l'aplicació d'una obertura per pis respectivament. Les tres obertures recollen les mateixes característiques, tant compositives i formals: les tres són rectangulars i són projectades com a balconades indepents i equipades amb les seves respectives baranes de ferro forjat i sostentades cadascuna per dues poderoses mènsoles. Com també comparteixen els trets ornamentals i decoratius, ja que les tres estan emmarcades amb pedra i equipades amb llindes monolítiques les quals presenten una àmplia i profusa decoració de tall vegetal i floral.
Pel que fa al treball de la forja aplicat a les baranes aquest és interessant i atractiu pel que fa a les dues baranes del primer i segon pis, ja que les baranes apareixen ornades amb unes formes molt esbeltes i lleugeres. Tot al contrari succeeix amb la balconada del tercer pis, la qual està mancada de qualsevol tipus d'element decoratiu.
Tanca la façana en la part superior una vigorosa cornisa en relleu ornada amb un fris molt frondòs d'elements de naturalesa molt variada en el qual la vegetació i la flora també fan acta de presència. Un fris que descansa de manera ficticia i il·lusòria sobre dos capitells corintis, un dels quals ha desaparegut, que coronen dues falses pilastres les quals estan decorades amb un esgrafiat senzill i descansen sobre dos poderosos basaments de tall vegetal.
Corona l'edifici un poderòs ampit de pedra que actua com a barana i tancament per a la terrassa i que està culminat als dos extrems per dos gerros - un a cada banda-.
La majoria d'edificis de la Plaça de la Vila comparteixen entre ells tota una sèrie de paral·lelismes compositius, estructurals i formals molt evidents. I és que en tots sis (Vegeu fitxa de Ca la Tia Lola), (Vegeu fitxa de Can Tana), (Vegeu fitxa de Can Setze), (Vegeu fitxa de Can Munda), (Vegeu fitxa de l'Ajuntament) i (Vegeu fitxa de Can Tarradellas) trobem tota una sèrie de trets comuns i similituds com ara la façana estructurada en crugies combinant les dues - Ca la Tia Lola, Can Tana i Ajuntament- amb les tres - Can Munda- i una - Can Setze, Ca l'Espinet i Can Tarradellas- la coberta prima, per sobre de tot, la projecció a dues aigües de vessants a façana; la majoria d'immobles consten de tres plantes -a excepció de Can Setze, Can Munda i Ca l'Espinet de quatre--; proliferen per tota la façana un gran nombre de balconades equipades amb les seves respectives baranes de ferro forjat; el portal d'accés ha perdut protagonisme físic en quedar emmascarat per la porxada composta per arcs de mig punt; es tracta de porxades totalment heterogènies i sense seguir un patró uniforme com així ho evidencia la naturalesa irregular dels arcs de mig punt, els quals apareixen en totes les modalitats possibles: així tenim arcs de mig punt normals, arcs de mig punt rebaixats amb la llum (amplada) més accentuada que no pas la sageta (alçada) - Ca la Tia Lola- arcs de mig punt en què prima la sageta per sobre la llum -Can Tana- i arcs en què es produeix una relació equitativa entre la llum i la sageta -Ajuntament-; la pedra sol tenir poc acta de presència en les façanes fins al punt que la trobem concentrada específicament en parts molt puntuals i específiques com ara les llindes, muntants i ampits de les diverses obertures; el tipus de pedra per excel·lència i que té més difusió és la pedra sorrenca, mentre que la pedra nomolítica o pedra calcària de Girona té poc protagonisme.

## Història
Comparant fotografies antigues, com ara la fitxa del Servei de Patrimoni núm. 26.550 amb fotografies actuals, s'observa a simple vista aquest canvi operat en la façana, s'arriba a la conclusió que l'edifici no només no ha experimentat cap canvi dràstic a nivell estructural i formal, sinó que no ha variat absolutament en res.
En la fitxa original del Servei de Patrimoni núm. 26.550, l'immoble apareix denominat com "Habitatge a la Plaça de la Vila, 20". Després de posar-nos en contacte amb l'erudit local Joan López Grau (arxiu fotogràfic d'Amer), aquest ens informar que el vertader nom de l'immoble era el de "Ca l'Espinet".
La Plaça de la Vila d'Amer és considerada com la segona plaça porxada més gran de Catalunya. És per això que popularment es coneix amb el nom de Plaça Porxada.
Una de les particularitats de la plaça és que tots els porxos són diferents, així com els edificis que hi formen part són de diferents èpoques i estils.
El més destacat de la plaça però, és el paviment fet amb llambordes de diferents poblacions de Catalunya, acord a un projecte emprés l'any 1982 per urbanitzar la plaça amb llambordes.